# Kajś
Kajś. Opowieść o Górnym Śląsku – reportaż Zbigniewa Rokity wydany w 2020 roku przez Wydawnictwo Czarne.
W 2021 roku książka została nagrodzona Nagrodą Literacką „Nike”, zarówno od jury, jak i czytelników oraz Nagrodą Literacką i Historyczną Identitas. Nominowano ją również do Międzynarodowej Nagrody im. Witolda Pileckiego, Literackiej Nagrody Europy Środkowej „Angelus” oraz nagrody „Ambasador Nowej Europy”.
5 października 2022 ukazało się wydanie książki w tłumaczeniu na język śląski (Kajś. Gyszichta ô Gōrnym Ślōnsku) autorstwa Grzegorza Kulika.